# Pandore (Album)
Pandore ist ein Jazzalbum von Stéphan Oliva und Jean-Marc Foltz. Die 2007 
bei Konzerten in Pernes-les-Fontaines, Saint-Arnoult-en-Yvelines und Strasbourg entstandenen Aufnahmen erschienen 2008 auf dem Label Sans Bruit.

## Hintergrund
Der Pianist Stephan Oliva und der Klarinettist Jean-Marc Foltz haben seit den 1990er-Jahren zusammengearbeitet, als sie in verschiedenen Projekten spielten, von Claude Tchamitchians Lousadzak bis zum Itinéraire Imaginaire-Quintett des Sketch-Labels und im Trio mit Bruno Chevillon (Soffio di Scelsi).
Die Idee, das Duo mit Foltz zu spielen, wurde Wirklichkeit, als Oliva während eines Filmkonzerts den Stummfilm Die Büchse der Pandora von Georg Wilhelm Pabst begleitete. Die musikalische Fantasie folgte dem Pandora-Mythos. Gemeinsam beschlossen beide, den Mythos im Rahmen eines neuen Auftrags des Produzenten Stéphane  Oskerikian zu erforschen.  
Als Duo schufen sie ein Repertoire des zeitgenössischen „Kammerjazz“ und traten beim Festival Bleu sur Scène im Théâtre du Châtelet in Paris 2005 auf. Aus der Begegnung zwischen dem Pianisten und dem Klarinettisten folgten mehrere Konzerte im Jahr 2007, in denen sie über das gewählte Thema Pandora, das die Verzweiflung, aber auch die Fantasie anregte, improvisierten.

## Titelliste
- Stéphan Oliva, Jean-Marc Foltz – Pandore (Sans Bruit sbr003)[2]

1. Pandore (Ouverture)	(Stéphan Oliva) 3:37
2. Le Présage	3:20
3. La Source	2:02
4. Salomé	5:06
5. Vestiges	6:00
6. Maléfique	4:25
7. L’Imprévue	8:34
8. Anesidora	6:11
9. Dans La Nuit	3:52
10. Pandore (L’Espérance)	4:59

Wenn nicht anders vermerkt, stammen die Kompositionen von Jean-Marc Foltz und Stéphan Oliva.

## Rezeption
Das gewählte Thema der Verzweiflung und der Fantasie würde eine „Reiseroute“ entfalten, die die Feinheiten einer Komposition enthüllt, die sich im Laufe des Albums weiterentwickelt, schrieb Sophie Chambon (Citizen Jazz). Foltz würde es verstehen, durch gewagte Langsamkeit den Weg zu einer einprägsamen Melodie zu finden. In eleganter Distanz zum Lärm der heutigen Welt dehne seine Klarinette das Motiv aus, begleite es in einem Atemzug, fast bis zu seinem Verschwinden. Die Phrasierung des Pianisten sei auffallend klar und sein Anschlag fest und offen. Sein Anschlag, ganz in Zurückhaltung und rhythmischer Finesse gehalten, verwandle sich nach und nach, um Gipfel der Energie zu erreichen. Zwischen Unentschlossenheit und Kraft, Verlangen und Distanz bewegend, spiele sich ein wesentlicher Teil zwischen den beiden Musikern ab und baue sich in dieser unaufhörlichen Spannung auf. Das sei in der Tat ein anspruchsvolles, aber spannendes Projekt. Eine Musik, deren Mysterium und Bedeutung verschwänden, sobald sie zum Ausdruck gebracht werde, eine Musik der Ungewissheit, des „Zufalls“ wie im Titel eines Romans von Paul Auster (einen Autor, den Oliva besonders liebt).